# 6.25 전쟁 기간 대한민국의 군사사
6.25 전쟁 기간 대한민국의 군사사를 서술한다.

## 부대 편제 및 편성
- 육군
  - 제1군단
  - 제2군단
  - 제3군단
  - 수도경비사령부 (제3, 8, 17보병, 18기갑연대)
  - 제1보병사단, 개성 (제11, 12, 13연대)
  - 제2보병사단, 대전 (제5, 16, 25연대)
  - 제3보병사단, 대구 (제22, 23연대)
  - 제5보병사단, 광주 (제15, 20연대)
  - 제6보병사단, 춘천 & 원주 (제2, 7, 19연대)
  - 제7보병사단, 동두천 (제1, 3, 9연대)
  - 제8보병사단, 강릉 & 주문진 (제10, 21연대)
  - 제9보병사단, 서울 (제28, 29, 30연대)
- 해군
  - 묵호경비부
  - 인천경비부
  - 부산경비부
- 공군
  - 제10전투비행단; 1953년 2월 15일 ~ 휴전까지
  - 제18전투비행단; 1951년 ~ 휴전까지
- 해병대
  - 제1해병연대

## 주요 전투
- 다부동 전투
- 인천 상륙 작전
- 평양 전투
- 백마고지 전투

## 인적 손실
인적 손실은 다음과 같다.
| 구분      | 육군    | 해군(해병 포함) | 공군 | 계      |
| --------- | ------- | --------------- | ---- | ------- |
| 전사/사망 | 135,858 | 1,903           | 138  | 137,899 |
| 실종      |         |                 |      | 24,495  |
| 부상      | 443,634 | 7,108           |      | 450,742 |
| 포로      |         |                 |      | 8,343   |
| 총계      |         |                 |      | 624,479 |